# Group TAC
Group TAC (株式会社グループ・タック Kabushiki Kaisha Gurūpu · Takku) va ser un estudi d'anime i gràfics per ordinador localitzat al districte de Shibuya de Tòquio, fundat el 1968 per antics treballadors de Mushi Pro.
Van treballar en pel·lícules, vídeos, programes de televisió i anuncis publicitaris, i van contribuir a totes les etapes del procés, incloses la planificació, la producció i els efectes de so. L'empresa va estar dirigida per Atsumi Tashiro fins a la seva mort el juliol de 2010. El setembre de 2010, Group TAC es va declarar en fallida i va liquidar tots els seus actius.
Entre les seves produccions hi ha Captain Tsubasa, Fushigi no Umi no Nadia i Touch.